# Liste der Naturdenkmale in Laufeld
Die Liste der Naturdenkmale in Laufeld nennt die im Gemeindegebiet von Laufeld ausgewiesenen Naturdenkmale (Stand 11. März 2024).

## Naturdenkmale
| Nr.         | Bezeichnung | Lage                                   | Beschreibung | Bild            |
| ----------- | ----------- | -------------------------------------- | ------------ | --------------- |
| ND-7231-421 | Alte Linde  | Weierbergstraße, gegenüber Nr. 10 Lage | Tilia sp.    | Fotos hochladen |

## Ehemalige Naturdenkmale
| Nr. | Bezeichnung | Lage                                             | Beschreibung                                 | Bild                                    |
| --- | ----------- | ------------------------------------------------ | -------------------------------------------- | --------------------------------------- |
|     | Alte Linde  | nördlich des Ortes; Flur Ober dem Hauweg Lage    | Tilia sp.; Rechtsverordnung aufgehoben       | Direkt Bild zu diesem Denkmal hochladen |
|     | Alte Buche  | südwestlich des Ortes; Abteilung Brunnescht Lage | Fagus sylvatica; Rechtsverordnung aufgehoben | Direkt Bild zu diesem Denkmal hochladen |